# Crocidura dracula
Crocidura dracula є видом ссавців родини Soricidae. Він зустрічається у В'єтнамі, Лаосі та прилеглому південному Китаї, з можливим розширенням ареалу до Камбоджі на схід від річки Меконг. Вид дуже схожий на Crocidura fuliginosa, він історично вважався частиною одного видового комплексу, а розмежування ареалу між цими двома видами все ще вирішується. Останні генетичні дані переконливо підтверджують те, що землерийка Дракули насправді є унікальним різновидом.

## Опис
Crocidura dracula — це велика довгохвоста землерийка з довжиною голови й тулуба від 78 до 95 мм, а хвіст, як правило, становить принаймні 80% цієї довжини, як правило, від 65 до 80 мм. Забарвлення від димчасто-коричневого до темно-сірого чорного зверху, що тьмяніє до темно-сірого знизу, з матово-білими ногами, хвіст часто темний зверху і світліший знизу.